# Hundon

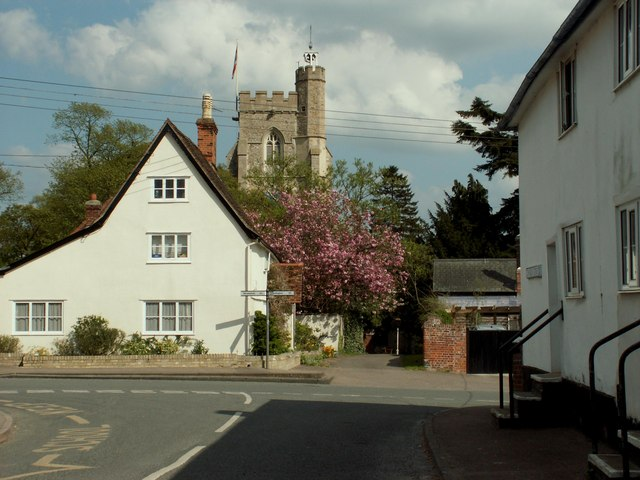
Hundon.

Hundon est un village et une paroisse civile en Angleterre dans l'ouest du Suffolk. Le village se trouve à 3 milles (5 km) au nord-ouest de la petite ville de Clare et à 7 milles (11 km) de la ville de Haverhill. Il comprenait 1 894 habitants en 2011.
Il possède une école primaire, un bureau de poste, une salle communale, un pub du nom de the Rose & Crown, et une église paroissiale anglicane dédiée à tous les saints (All Saints Parish Church). À la limite sud-ouest, on arrive au hameau de Brockley Green qui comprend deux fermes et un pub, The Plough Inn public house.